# 亨格爾斯巴赫河
51°27′37.98″N 8°31′30.79″E / 51.4605500°N 8.5252194°E

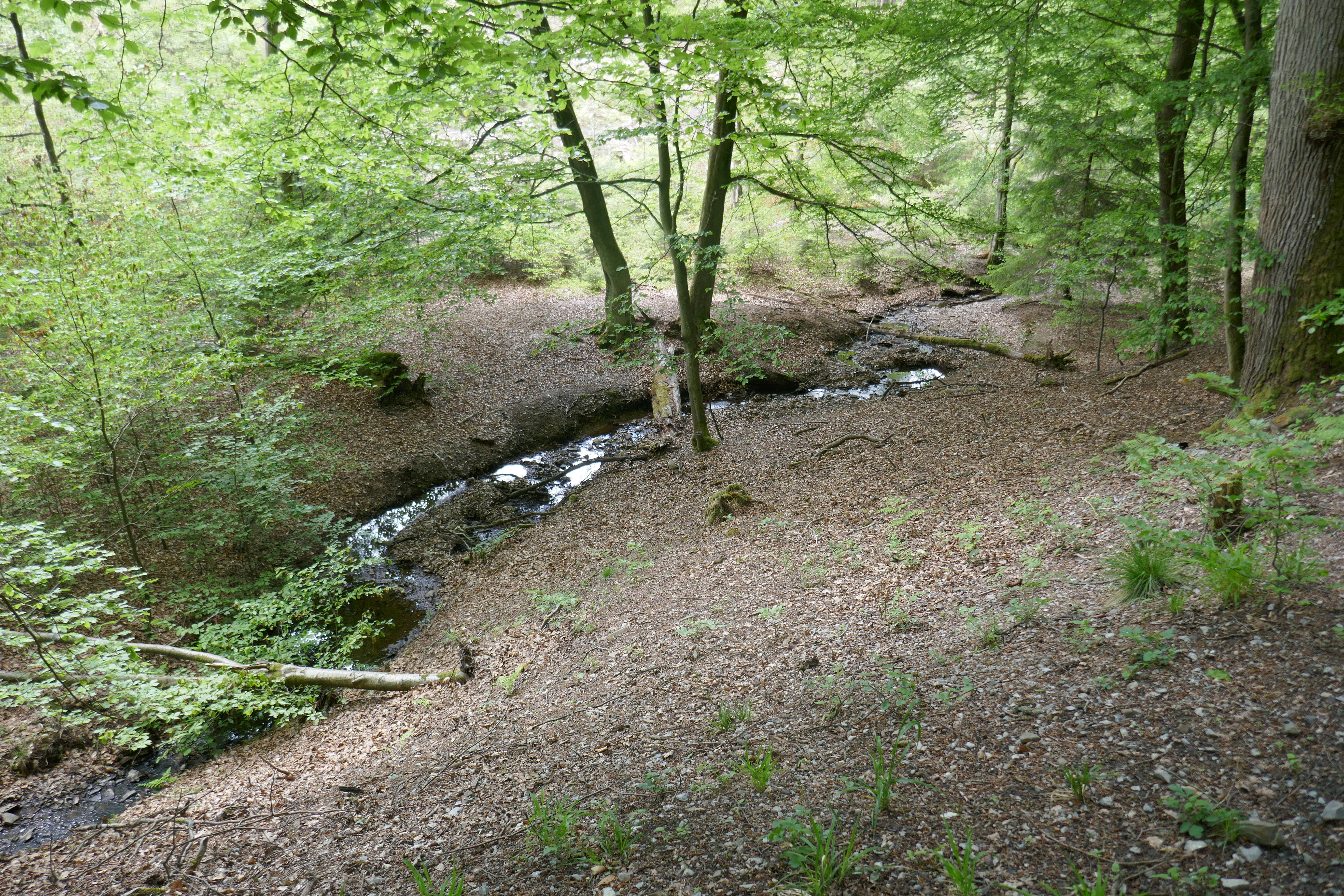

亨格爾斯巴赫河（德語：Hengelsbach），是德國的河流，位於該國西部，處於北萊茵-威斯特法倫州，屬於默訥河的右支流，河道全長1.9公里，流域面積1.1平方公里。